# Babbel
Babbel GmbH, функциониращ като Babbel, е немски базиран на абонамент софтуер за езиково обучение и платформа за електронно обучение, достъпна на различни езици от януари 2008 г.
Платформата предлага различни ресурси като приложението за самообучение Babbel, класове Babbel Live, подкастите Babbel, Babbel за бизнес и продуктите Toucan, всички предназначени да наблегнат на практическото използване на езика в сценарии от реалния живот с реални хора.
Учебната програма включва над 60 000 урока на 14 езика. Babbel е първата онлайн платформа за езиково обучение, която първа представя приложение за езиково обучение  – с над 16 милиона абонамента, през 2023 г. е най-продаваната платформа за езиково обучение в световен мащаб.
С 1000 членове на екипа  Архив на оригинала от 2023-12-15 в Wayback Machine. Babbel е със седалище в Берлин (Babbel GmbH) и поддържа присъствие в Съединените щати с офис в Ню Йорк, работещ като Babbel Inc.

## История
Babbel се управлява от Babbel GmbH в Берлин, Германия. Има около 1000 служители на пълен работен ден и такива на свободна практика.
Компанията е основана през август 2007 г. от Томас Хол, Тойне Дийпщратен, Лоренц Хайне и Маркус Вите.  През януари 2008 г. платформата за езиково обучение става онлайн с функции на общността като безплатна бета версия  През 2008 г. Kizoo Technology Ventures и IBB Beteiligungsgesellschaft mbH стават първите инвеститори на Babbel. През 2009 г. Babbel получава приблизително 1 млн. евро от Европейските структурни фондове по ЕФРР. Новата версия на продукта, Babbel 2.0, излиза онлайн през ноември 2009 г. По това време основателите на Babbel отказват модела на реклама и смесено финансиране (freemium), избирайки платено съдържание.
През март 2013 г. Babbel придобива стартъпа от Сан Франциско PlaySay Inc., за да се разшири в Съединените щати. Като част от придобиването основателят и главен изпълнителен директор на PlaySay Райън Майнзер се присъединява към Babbel като стратегически съветник за операциите в САЩ. 
През януари 2015 г. Babbel открива офис в Ню Йорк с цел разширяване на присъствието си на американския пазар. По-късно същата година трети кръг на финансиране, ръководен от Scottish Equity Partners, събира още 22 милиона долара. Други участници в този кръг включват предишни инвеститори Reed Elsevier Ventures, Нокия Growth Partners и VC Fonds Technology Berlin.  От януари 2017 г. Babbel, Inc. – дъщерното дружество на компанията в САЩ, се ръководи от Джули Хансен, главен изпълнителен директор в САЩ 
През 2017 г. Babbel стартира Babbel for Business, предназначен за компании и организации като част от техните програми за професионално развитие. 
През ноември 2018 г. компанията обявява, че е продала около 1 млн. абонамента през предходната година. Освен това стартира нов набор от продукти, ориентирани към туристическия пазар. Проектът би трябвало да стартира през 2019 г. 
През 2019 г. съоснователят Маркус Вите се оттегля като главен изпълнителен директор и е заменен от Арне Шепкер. 
През септември 2020 г. Babbel обявява, че е продала над 10 милиона абонамента, превръщайки се в най-продаваната платформа за езиково обучение в света.
През 2021 г. Babbel стартира Babbel Live, предлагайки онлайн уроци за клиенти. 
През февруари 2021 г. Babbel обявява разширяването си от еднофункционално приложение към екосистема от смесени учебни преживявания, като въвежда Babbel Live и игри в приложението. 

## Концепция
Babbel е първокласно, базирано на абонамент приложение за езиково обучение за мрежата, iOS и Android. Предлага 14 различни езика (немски, английски, френски, испански, италиански, турски, норвежки, датски, руски, бразилски португалски, полски, индонезийски, шведски и нидерландски).  Оригиналното учебно съдържание на Babbel е разработено вътрешно от екип от над 200 езикови експерти. 
Има курсове за начинаещи, средно напреднали и граматика, уроци по лексика, както и курсове със скоропоговорки, идиоми, разговорни фрази и поговорки. Курсовете за даден език може да са насочени към конкретна аудитория: например английският може да се изучава като „ PR английски“ или „Маркетинг английски“.
През август 2017 г. Babbel обявява, че си партнира с Cambridge English Language Assessment, за да създаде евтин онлайн тест по английски език. Тестът оценява начинаещите и средно напредналите умения за четене и слушане на учениците (до ниво B1 и по-високо от Европейския индекс за езикова оценка). Всеки тест включва около 70 въпроса от банка от стотици опции, които,- подобно на съдържанието на урока на Babbel, отразяват комуникативни ситуации от реалния живот, включително записи на радиопредавания и разговори за задачи за слушане.

## Продукт и услуги
Babbel управлява екосистема от взаимосвързани онлайн учебни преживявания.  Образователното съдържание на компанията е персонализирано за всяка езикова комбинация, като се отчитат разнообразните изисквания за обучение на отделните хора. Това признание се основава на разбирането, че изучаващият английски може да подходи към изучаването на френски по различен начин от изучаващия италиански. 
Обучителният подход обхваща всички аспекти на комуникацията, включително четене, писане, слушане и говорене, постигнато чрез контекстуално съдържание, представено в компактни, практични 10-15 минутни единици. 

### Мобилно приложение Babbel
Със създадени 60 000 урока,  приложението за самообучение, предлагано от Babbel, е проектирано да предоставя кратки и лесно разбираеми уроци, обхващащи граматика, речник и културни прозрения в ежедневните теми.  Приложението включва модел за разпознаване на реч, подобрен с изкуствен интелект (AI), за да помогне за подобряване на произношението.  То също така включва специална и персонализирана система за преговор, насочена към улесняване на дългосрочното запомняне, позволявайки на обучаемите да се концентрират върху най-подходящия за тях речник.  Архив на оригинала от 2023-12-15 в Wayback Machine. Ангажиращи инструменти, като Babbel Games, са представени за дейности, свързани със съставяне на изречения и засилване на правописа. 
Приложението на Babbel включва допълнителни функции като „Culture Bites“  и подкасти, които предлагат оригинално съдържание, съсредоточено около избрания език и култура. 

### Babbel Live
Babbel предлага онлайн езикови курсове на живо, предоставяйки на потребителите възможност да учат и практикуват в малки групи, като всяка сесия включва до шест участника и се подпомага от квалифицирани учители.  Достъпни като част от абонамент,  тези групови класове се фокусират върху насърчаването на разговора, позволявайки на учащите да участват активно от самото начало. Потребителите могат да избират часове денонощно, съобразявайки се с техните предпочитания за график. 

### Babbel for Business
Създаден през 2017 г.,  Babbel за бизнеса предлага усъвършенствано решение за езиково обучение, което дава възможност на компаниите да обучават служителите си чрез базирани на приложения, както и чрез курсове за обучение във виртуална класна стая.  Уроците са предназначени да разглеждат ефективно както свързани с бизнеса, така и случайни сценарии и са съобразени с конкретни бизнес цели. 

### Подкасти
Babbel Podcasts са създадени от лингвисти и експерти по дидактика,  за подобряване на разговорните умения в движение. С около 30 уникални подкасти Babbel Podcasts са достъпни за популярни езици като английски, немски, френски, испански и италиански, с един- и двуезичен формат, подходящи както за начинаещи, така и за напреднали.  Съобразени с родните езици на потребителите, подкастите допълват интерактивните текстови и видео обучители в приложението Babbel. Хоствани в различни формати, от токшоута до разказване на истории, подкастите се задълбочават в специфичните за страната култури и разкази. 
През 2020 г. Babbel Podcasts печели международна награда за електронно обучение за 2020 г. за най-добър продукт в категорията „мобилно обучение“. 

### Toucan
През септември 2023 г. Babbel придобива Toucan – разширение за браузър за изучаване на езици, което позволява на изучаващите езици да практикуват нов речник, докато сърфират в Интернет, автоматично превеждайки определени думи и фрази на страницата на един от единадесет езика. 

## Академични изследвания
Ефективността на Babbel при изучаването на езици е потвърдена чрез съвместни проучвания с Йейлския университет и Мичиганския държавен университет. Тези проучвания солидно потвърждават способността на платформата да постигне владеене на език за кратък период от време. 
Йейлският университет установява, че след три месеца използване на Babbel, участниците демонстрират различни испаноговорещи способности, вариращи от основни поздрави до обсъждане на дейности и бъдещи планове. Отзивите на потребителите разкриват 95% степен на удовлетвореност от удобния за потребителя подход на Babbel и 75% успешно постигат своите цели за езиково обучение. 
Държавният университет в Мичиган съобщава, че участниците, записали минимум 10 часа на Babbel, са имали подобрени резултати от теста за граматика и лексика, като 97% показват подобрение. След 12 седмици почти всички участници демонстрират значителни подобрения в устната реч, граматиката и/или лексиката. 

## Корпоративен брандинг и кампании

### Брандиране
Думата Babbel произлиза от еврейския глагол בָּלַל (bālal), което означава „смесвам“ или „ обърквам думите си“. Това също е игра на думи за библейската Вавилонска кула - гигантски зикурат, чието строителство е прекъснато, когато езиците на работниците са направени взаимно неразбираеми от Бог. Дъглас Адамс използва същата идея в своя „ Пътеводител на галактическия стопаджия“, за да назове Вавилонската риба – симбиотична риба, която служи като универсален преводач. Babbel също е омофон и анаграма на английския глагол babble.

### Кампании
Отделът за маркетинг на съдържанието на Babbel публикува уебзин с писмено и видео съдържание на седем различни езика. Темите варират от погледи зад кулисите как се създават уроците на Babbel до профили на клиенти на Babbel и съвети за изучаване на езици от дидактическия екип на компанията. През ноември 2016 г. Babbel стартира телевизионна рекламна кампания в Обединеното кралство и Европа. Два телевизионни клипа са създадени от рекламна агенция Wieden+Kennedy. През 2023 г. Semrush съобщава, че Babbel се нарежда сред водещите дигитални рекламодатели в областта на онлайн образованието.

## Социално и корпоративно управление

### Разнообразие, справедливост и приобщаване
През февруари 2022 г. компанията въвежда насоки за съдържание за разнообразие, равнопоставеност и включване (DE&I). Наред с тези насоки Babbel стартира речник DE&I за изтегляне, предоставящ ресурс за обществено ползване. Тази инициатива има за цел да насърчи осведомеността и разбирането на терминологията, свързана с многообразието.

### Социално въздействие
През март 2022 г. Babbel предоставя безплатни кодове за достъп на украински бежанци, позволявайки на тези  с предварителни познания по езици, предлагани от Babbel, да научат съответните езици като немски, полски и италиански. Babbel допълва това усилие, като предлага ресурси като статии, речник и аудио разговорник за изучаване на украински. Освен това компанията разширява подкрепата си за бежанци от радикализирани общности чрез безплатни места в Babbel Live и помощ при назначаване чрез The Tubman Network, организация с нестопанска цел в Берлин. По-нататъшното ангажиране на общността включва споделяне на учебни материали с The Educational Equality Institute, предоставяне на безплатни езикови курсове за украинци. Към февруари 2023 г. над 500 000 украинци са се възползвали от курсовете на Babbel.

## Прием
PC Magazine дава на Babbel предимно положителна оценка, заявявайки, че е на разумна цена и е добре структуриран, но по-предизвикателен за начинаещи от подобни услуги. Али Уоткинс от в. „Ню Йорк Таймс“  описва Babbel като „достъпен и лесен“.
'Вестник „Вашингтон Поуст“ също дава положителна рецензия на Babbel, заявявайки, че уроците изглеждат по-подходящи за реалния живот и че може да се види как се оформя солидна езикова основа само след три сесии. CNN Underscored описва опита си с Babbel като изключително положителен и удобен за потребителя. Уебсайтът Business Insider отбеляза, че Babbel е помогнал да стане по-уверен говорител и слушател благодарение на отличните тренировки, които предлага. Сп. Travel + Leisure дава на Babbel оценка 9,6/10 въз основа на фактори като качество на курса, стойност и разнообразие, както и достъпност, технология, разнообразие от инструктори и обслужване на клиенти. То също така отбеляза, че Babbel е чудесен избор за бизнесмени, туристи и студенти.

### Награди
Платформата за езиково обучение е един от финалистите за „Най-добро уеб приложение или услуга (EMEA)“ в Европейските награди на TechCrunch за 2009 г. През 2011 г. Babbel е награден с „Печат на Comenius EduMedia“ и „Печат на одобрение на Erasmus EuroMedia“ за курсовете „Babbel за компании“, насочени към бизнес сектора.
През 2013 г. Babbel получава наградата "digital 2013" и наградата "Innovate 4 Society" на CeBIT. През 2016 г. Fast Company признава Babbel за най-иновативната компания в образованието.
През януари 2023 г. GSV нарича Babbel сред 150-те най-трансформиращи компании в света в дигиталното обучение. През февруари 2023 г. Babbel получава наградата „CSR (Corporate Social Responsibility) Silver Anthem Award for Humanitarian Action & Services“ за усилията си да помогне на разселените хора, засегнати от войната в Украйна. През юни 2023 г. Babbel обявява, че е спечелила престижната награда „EdTechX Language Learning Award“ на наградите EdTechX 2023.